# Сансон, Шарль-Анри
Шарль-Анри Сансон (фр. Charles-Henri Sanson; 15 февраля 1739 года — 4 июля 1806 года) — самый известный палач из династии Сансонов, получил прозвище Великий Сансон, казнивший во время Великой французской революции сотни людей, включая короля и королеву.

## Биография
Шарль Анри Сансон — старший сын палача Шарля Жана-Батиста Сансона (1719—1778) и его первой жены Мадлен Тронсон.
Учился в школе при одном из руанских монастырей, пока в 1753 году отец одного из учеников не узнал, что отец Шарля служит палачом. В результате мальчику, к большому сожалению директора, пришлось покинуть школу, чтобы не разрушить её репутацию. Дальнейшее образование Шарль получил частным образом, а затем поступил в Лейденский университет. Семейное ремесло вызывало у Шарля сильное отвращение — он хотел стать врачом.
По настоянию родственников, после того как его отца разбил паралич, Шарлю пришлось оставить медицину и принять на себя обязанности палача, чтобы обеспечивать семью средствами к существованию.
28 марта 1757 года был помощником своего дяди, реймсского палача Никола-Шарля-Габриэля Сансона (1721—1795), во время казни Робера-Франсуа Дамьена, совершившего неудачное покушение на короля Людовика XV. 10 января 1765 года женился на Мари Анн Жюгье, в браке родилось двое сыновей — Анри (1767—1840) и Габриэль (1769—1792). 26 декабря 1778 года официально сменил своего отца, умершего 4 августа, на должности парижского палача. 21 октября 1796 года вышел в отставку, передав должность палача своему старшему сыну.
Среди казнённых Шарлем Анри Сансоном в период «Старого порядка» наиболее известны генерал граф Томас Артур де Лалли-Толендаль, обезглавленный 6 мая 1766 года в Париже, шевалье Франсуа-Жан Лефевр де Ла Барр, обезглавленный и сожжённый по обвинению в богохульстве 1 июля 1766 года в Абвиле, и отравитель Антуан Франсуа Деру (фр. Antoine-François Desrues), колесованный и сожжённый в 1777 году в Париже.
По отзыву немногих знавших его людей, Шарль Анри, в молодости пытавший и колесовавший осуждённых, а на старости их гильотинировавший (пытку отменила революция), был «чрезвычайно добрый, кроткий, привлекательный человек», щедро раздававший милостыню тем бедным, которые им не гнушались. Тон, одежда, манеры у него были в высшей степени джентльменские, и со своими клиентами он всегда бывал изысканно любезен: так, отвозя Шарлотту Корде на эшафот, предостерегал её от толчков телеги и советовал сидеть не на краю, а посередине скамейки.
Народ не любил и боялся палачей. Известна история, когда Шарль Анри Сансон познакомился с некоей дамой, представившись вымышленным именем. Дама, узнав правду, подала на него в суд.
В начале Великой Французской революции, на правах эксперта, входил в состав комиссии по оценке предложения доктора Жозефа Игнаса Гильотена — применения «машины для казней», знаменитой гильотины.
Шарль Анри Сансон провёл в общей сложности 2918 казней, включая и казнь короля Людовика XVI. При том, что он никогда не был приверженцем монархии, Шарль Анри отказывался казнить короля, но, в конце концов, ему пришлось это сделать. Он же казнил королеву Марию Антуанетту, а затем — Дантона, Робеспьера и многих других деятелей Великой Французской революции.
Умер 4 июля 1806 года.
Известен исторический анекдот: Сансон, уже после своей отставки, встретил Наполеона Бонапарта, который спросил у него, может ли Шарль спокойно спать, казнив почти 3 тысячи человек, на что Сансон ответил императору: «Если короли, диктаторы и императоры спят спокойно, почему же не должен спокойно спать палач?».
В 1830 году в Париже вышли «Записки палача», изобилующие любопытными фактами и анекдотами. Редактором и вероятным автором этого издания был Бальзак. Сведения об их публикации в скором времени дошли и до России. А. С. Пушкин в критической статье «Записки Самсона», опубликованной в «Литературной газете» в 1830 году, не сомневался в успехе записок у публики и отмечал: «Этого до́лжно было ожидать. Вот до чего довела нас жажда новизны и сильных впечатлений».
Уже современники сомневались в авторстве Ш. А. Сансона. Тем не менее его внук Клеман Анри Сансон, нуждаясь в средствах, взялся дополнить предполагаемые записки деда собственными. Итоговое сочинение в 1862 году вышло в 6 томах под названием «Семь поколений палачей: воспоминания семейства Сансонов».

## В культуре
- Повесть «Сансон Великий» (1999) Эдварда Радзинского[7]
- Манга «Безвинный» (2013)
- Фильм «Французская революция», часть 2-я «Годы Ужаса» (1989) — Кристофер Ли[8]
- Телесериал «Николя Ле Флок» (фр. Nicolas Le Floch (série télévisée), 2008) — Микаэль Абитбуль (фр. Michaël Abiteboul)
- Сериал «Революционерка» (фр. Une femme dans la Révolution, 2013) — Тьерри Анкиссе (фр. Thierry Hancisse)[9]
- Мобильная игра Fate/Grand Order[10]